# 가라쓰 도기

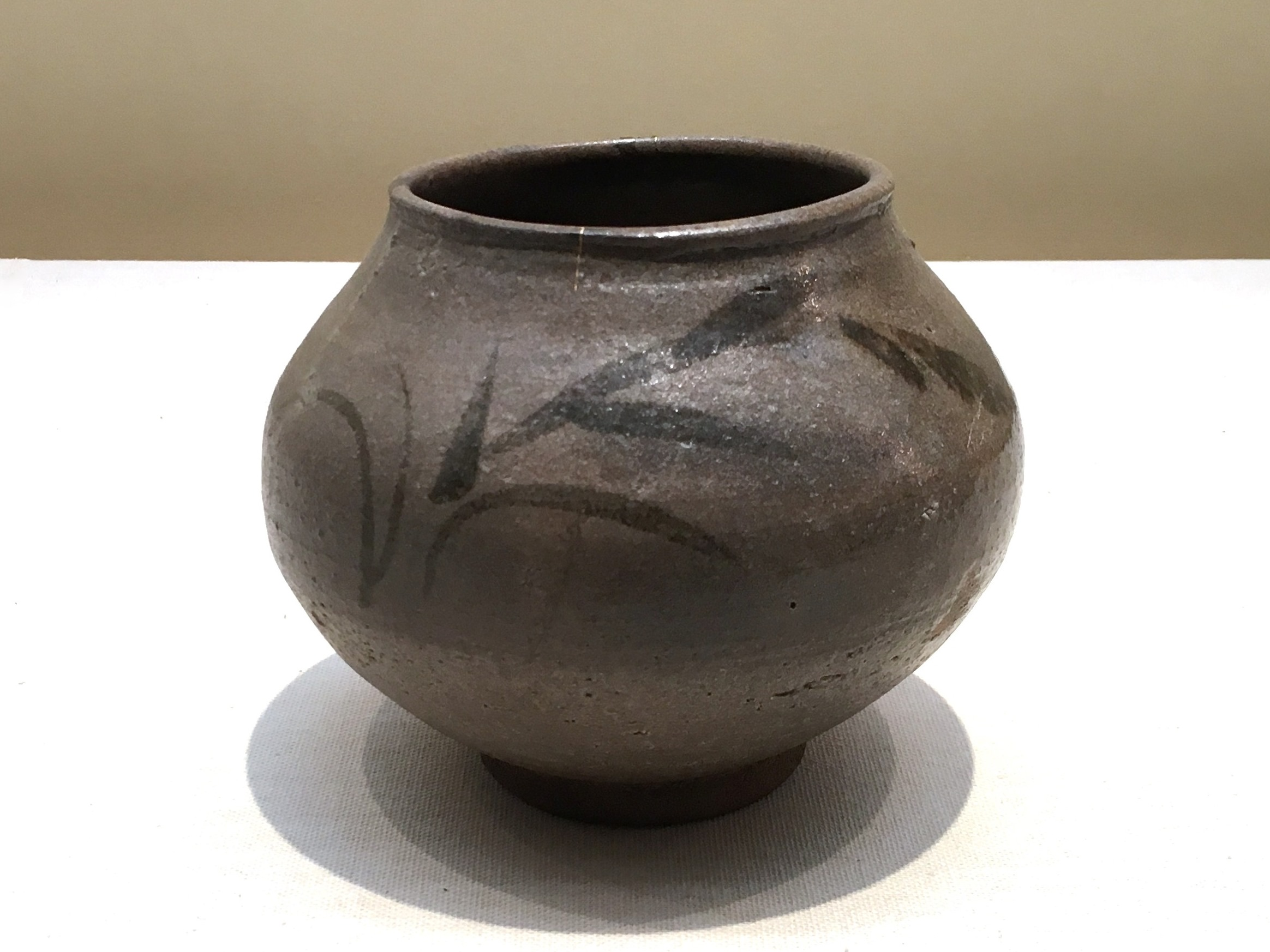
가라츠 도기

가라쓰 도기(唐津焼, 당진소)는 일본 규슈 지역에서 생산되던 도기로, 16세기 임진왜란 이후 조선에서 일본 열도로 납치된 도예가들로부터 습득한 도예 기술에 영향을 받아 만들어졌다. 특히 한반도와 지정학적으로 가까운 가라쓰시 지방에서 많이 생산되어 그 지역을 딴 이름이 붙었다.